# Браянтаун (Меріленд)
Браянтаун (англ. Bryantown) — переписна місцевість (CDP) в США, в окрузі Чарлз штату Меріленд. Населення — 653 особи (2020).

## Географія
Браянтаун розташований за координатами 38°32′56″ пн. ш. 76°50′32″ зх. д. / 38.54889° пн. ш. 76.84222° зх. д. (38.548839, -76.842182).  За даними Бюро перепису населення США в 2010 році переписна місцевість мала площу 10,74 км², з яких 10,73 км² — суходіл та 0,00 км² — водойми.

## Демографія
Згідно з переписом 2010 року, у переписній місцевості мешкало 655 осіб у 249 домогосподарствах у складі 193 родин. Густота населення становила 61 особа/км².  Було 257 помешкань (24/км²).
Расовий склад населення:
| - 73,7 % — білих - 23,1 % — чорних або афроамериканців - 0,8 % — корінних американців - 0,6 % — азіатів |

До двох чи більше рас належало 1,7 %. Частка іспаномовних становила 2,0 % від усіх жителів.
За віковим діапазоном населення розподілялося таким чином: 16,9 % — особи молодші 18 років, 60,8 % — особи у віці 18—64 років, 22,3 % — особи у віці 65 років та старші. Медіана віку мешканця становила 48,0 року. На 100 осіб жіночої статі у переписній місцевості припадало 94,9 чоловіків;  на 100 жінок у віці від 18 років та старших — 97,1 чоловіків також старших 18 років.
Середній дохід на одне домашнє господарство  становив 81 582 долари США (медіана — 85 086), а середній дохід на одну сім'ю — 89 968 доларів (медіана — 85 647). За межею бідності перебувало 28,6 % осіб, у тому числі 12,7 % дітей у віці до 18 років та 5,3 % осіб у віці 65 років та старших.
Цивільне працевлаштоване населення становило 163 особи. Основні галузі зайнятості: транспорт — 28,8 %, освіта, охорона здоров'я та соціальна допомога — 20,2 %, науковці, спеціалісти, менеджери — 17,2 %.